# Gare de Montaigut (Haute-Garonne)
Cet article concerne l'ancienne gare CFSO. Pour les gares SNCF, voir Gare de Montaigut et Gare de Montaigu (Vendée).
La gare de Montaigut était une gare ferroviaire française, située sur le territoire de la commune de Montaigut-sur-Save, dans le département de la Haute-Garonne, en région Occitanie.
C'était une halte, mise en service en 1903 par la CFSO, et définitivement fermée au trafic des voyageurs et des marchandises en 1946. Situé sur une section déclassée et déferrée, le bâtiment est toujours présent et réaffecté.

## Situation ferroviaire
Établie à 128 mètres d'altitude, la gare de Montaigut était située au point kilométrique (PK) 23,0 de la ligne de Toulouse à Cadours, sur la branche vers Lévignac.
Gare fermée située sur une section de ligne déclassée.

## Patrimoine ferroviaire
La gare est devenue une salle des fêtes. Le panneau de la gare est toujours présent mais la mention "Montaigut" n'est plus lisible.